# La Dent (archipel de Pointe-Géologie)
La Dent est un îlot rocheux de l'archipel de Pointe-Géologie (terre Adélie), situé en mer Dumont-d'Urville (océan Austral) au large du continent antarctique.

## Description
La Dent est un îlot rocheux de 10 m de haut situé à 500 m au sud des îles Curie et à 2 km au nord-est de l'île des Pétrels. Elle tient son nom de sa silhouette observée depuis la base Dumont-d'Urville.